# دوناسیگت
دوناسیگت (به مجاری:  Dunasziget) یک شهرداری در مجارستان است که در ناحیه موشون‌مادیارووار واقع شده‌است. دوناسیگت ۳۵٫۸۹ کیلومتر مربع مساحت و ۱٬۴۷۷ نفر جمعیت دارد.